# Martin Peak
Il Martin Peak (in lingua inglese: Picco Martin) è un picco roccioso antartico alto 1.045 m, situato 4 km a nordest del Nance Ridge, nelle Thomas Hills, nella parte settentrionale del Patuxent Range, nei Monti Pensacola, in Antartide. 
Il picco è stato mappato dall'United States Geological Survey (USGS) sulla base di rilevazioni e foto aeree scattate dalla U.S. Navy nel periodo 1956-66.
La denominazione è stata assegnata dall'Advisory Committee on Antarctic Names (US-ACAN), in onore di Christopher Martin, biologo presso la Stazione Palmer durante l'estate 1966-67.